# Sophie Hélène de Bourbon

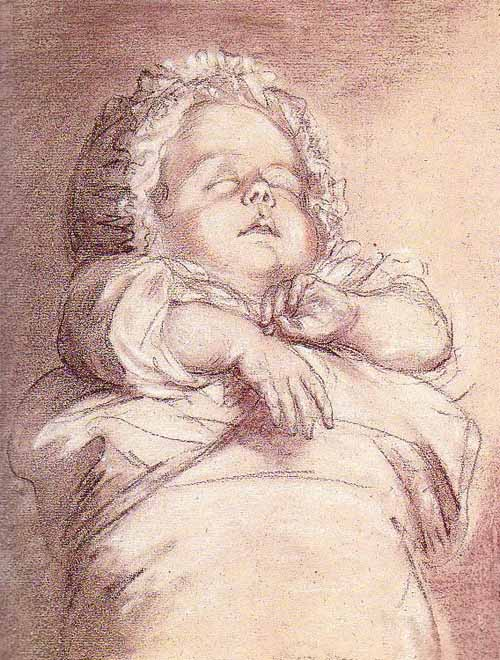
Sophie Hélène Béatrice 1786, Skizze von Élisabeth Vigée-Lebrun

Marie Sophie Hélène Béatrice de Bourbon (* 9. Juli 1786 in Versailles; † 19. Juni 1787 ebenda) war eine Prinzessin von Frankreich und Navarra. Sie wurde als viertes Kind und zweite Tochter des Königs Ludwig XVI. von Frankreich und seiner Frau Marie-Antoinette von Österreich geboren.

## Leben
Der Säugling wurde von dem Diplomaten Mercy als „außergewöhnlich groß und stark“ beschrieben. Den Namen Sophie erhielt das Kind offiziell zu Ehren der Tante des Königs, Sophie von Frankreich. Die Namensgeberin könnte allerdings auch Sophie von Fersen gewesen sein, eine Schwester von Axel von Fersen.
Sehr zur Trauer ihrer Mutter starb die Prinzessin im Alter von elf Monaten, wahrscheinlich an Tuberkulose. Am nächsten Tag wurde sie in der Kathedrale von Saint-Denis zu Grabe getragen.

## Porträts
Es gibt nur zwei Porträts von Prinzessin Sophie Hélène Béatrice, ein Pastell und eine Skizze. Sie wurden von Marie-Antoinettes Lieblingskünstlerin Élisabeth Vigée-Lebrun im Jahr 1786 geschaffen.
Im Jahr 1787 malte Élisabeth Vigée-Lebrun ein Gruppenporträt von Marie-Antoinette und ihren Kindern (Öl auf Leinwand, 104 × 82 cm, Schloss Versailles). Da die kleine Prinzessin zu diesem Zeitpunkt bereits gestorben war, ist die Königin auf dem Gemälde nur mit ihren drei älteren Kindern zu sehen. Sophie Hélène Béatrice wird durch die leere Wiege repräsentiert, auf die eines der Kinder zeigt.

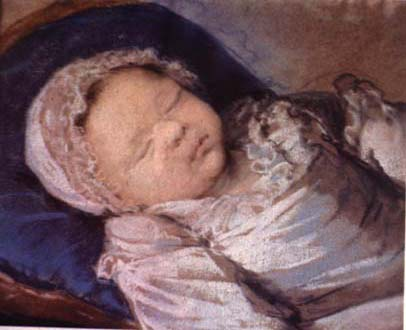
Sophie Hélène Béatrice 1786, Pastell von Élisabeth Vigée-Lebrun
Gruppenporträt von Marie-Antoinette und ihren Kindern